# Langdysse von Vasagård

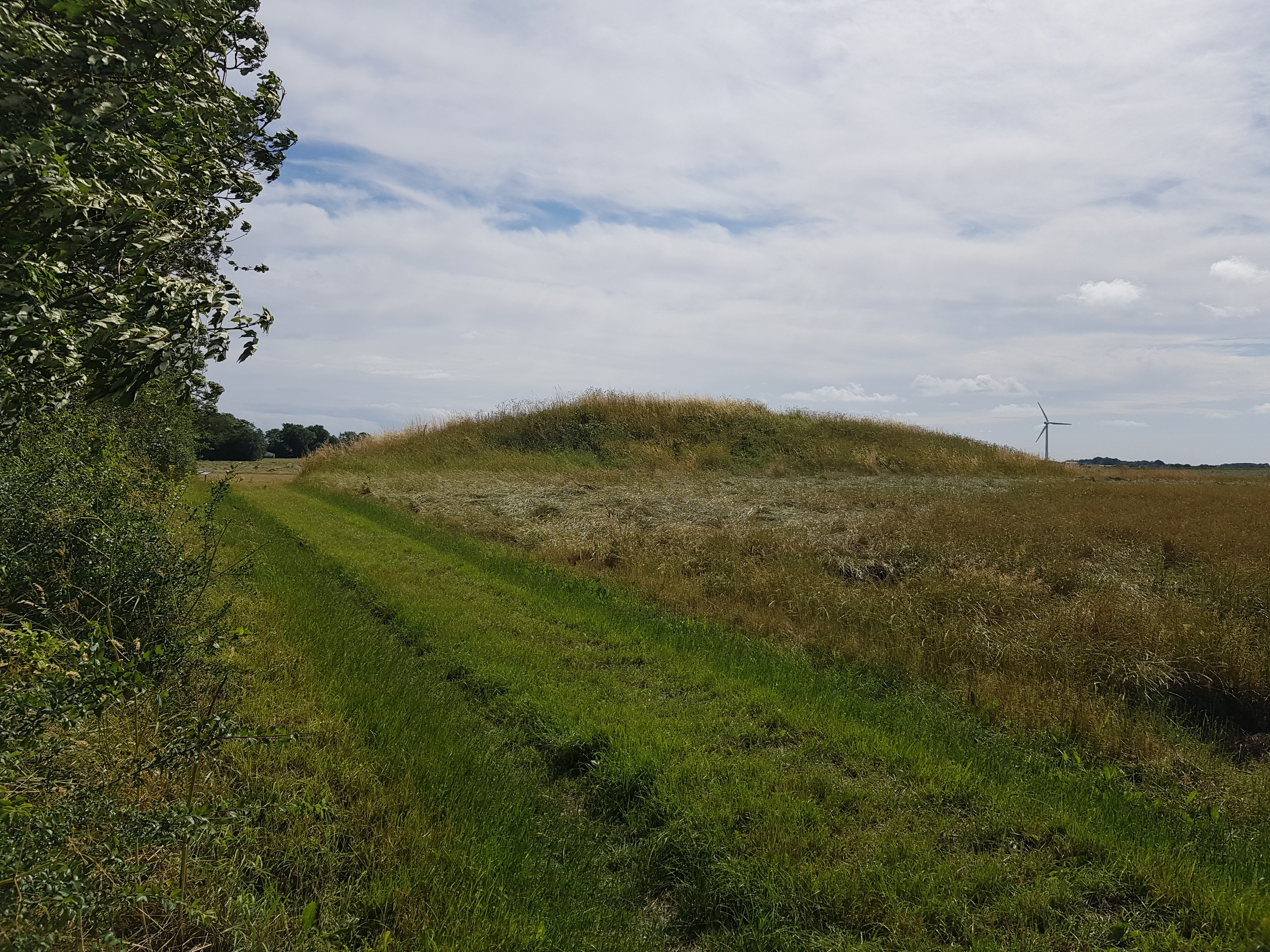
Langdysse von Vasagård

Der Langdysse von Vasagård liegt etwa zwei Kilometer südwestlich von Aakirkeby im äußersten Nordwesten der dänischen Insel Bornholm. Die Megalithanlage der Trichterbecherkultur (TBK) entstand zwischen 3500 und 2800 v. Chr. Neolithische Monumente sind Ausdruck der Kultur und Ideologie neolithischer Gesellschaften. Ihre Entstehung und Funktion gelten als Kennzeichen der sozialen Entwicklung.
Am östlichen Ende des Nordnordwest-Südsüdost orientierten Langdysse liegt ein Dolmen, am westlichen ein Ganggrab, eine nicht sehr häufige Kombination. Der Dolmen ist vermutlich älter als das Ganggrab. Beide Großsteingräber wurden für Sekundärbestattungen benutzt. Die jüngsten, im Ganggrab, stammen aus der Endphase der Bronzezeit (1100–500 v. Chr.).

## Beschreibung
- Der 2,5 bis 3,5 m hohe Langhügel ist mit 20 m ungewöhnlich breit und 35 m lang.
- Das relativ kleine Ganggrab ist etwa 3,2 m lang, 1,8 m breit und 1,25 m hoch. Die Grabkammer wird von sieben Trag- und drei Decksteinen gebildet. Vor dem an der Ostseite ansetzenden Gang liegt ein gepflasterter Vorplatz.
- Der aus sieben Tragsteinen errichtete Dolmen ist etwa 1,05 m hoch, 2,0 m lang und 1,15 m breit. Der Deckstein misst 2,35 × 1,85 × 0,9 m. Er trägt sechs Schälchen und Felsritzungen die Schiffe darstellen.

Bei der im Jahre 2008 erfolgten Restaurierung entdeckten die Archäologen, dass die neolithischen Nutzer die Kammer des Ganggrabes verschlossen und die Bestattungen und die Rituale vor der Anlage vornahmen. Sie folgerten daraus, dass das Ganggrab seine religiöse Bedeutung und damit seine ursprüngliche Funktion verloren hatte und eine Reformation vergleichbar dem Übergang vom Katholizismus zum Protestantismus stattgefunden hat.

## Die Vasagård Anlage
Unmittelbar bei Vasagård liegt ein ganz ungewöhnliches Erdwerk der Trichterbecherkultur (in Dänemark analog der ersten entdeckten ähnlichen Anlagen auf Fünen (Erdwerke von Sarup) Vasagårdanlæg genannt). Die Anlage soll zeitgleich mit der Megalithanlage entstanden bzw. genutzt worden sein. Ungewöhnlich ist, dass die von jüngeren Abschnittswällen mit Palisaden begleiteten ovalen Anlagen – Vasagård West und Ost – durch ein 150 m breites Flusstal getrennt werden. Westlich des Grabensystems wurden Spuren einer gleichzeitigen Siedlung entdeckt. Es gibt keine völlig ähnliche Anlage in Nordeuropa, aber acht Kilometer östlich von Vasagård, auf dem Rispebjerg wurde eine noch größere Palisadenanlage gefunden. Anlagen dieser Art, die an die britischen Woodhenge erinnern und in Dänemark Vasagård-anlæg heißen, wurden inzwischen auch an mehreren Stellen in Schonen und auf Seeland gefunden.

## Sonnensteine
2017 wurden in Vasagård weitere "Sonnensteine" (dänisch Solsten) entdeckt. Die kleinen mit Motiven bedeckten Steine sind vor 5000 Jahren von Steinzeitmenschen geschnitzt worden. Die etwa 300 auf der Insel gefundenen Steine und Fragmente haben ihren Namen von ihrer runden Form und den runden Schnitzereien auf ihrer Oberfläche, die aus dem Zentrum auszustrahlen scheinen. Es gibt auch quadratische Steine, die mit anderen Mustern verziert sind. Einige sind mit Spinnweben dekoriert. Im Laufe der Jahre wurde eine Reihe von Sonnenstein gefunden. Der erste wurde 1995 am Rispebjerg etwa 8,0 km östlich von Vasagård gefunden.